# Nakamura Kuyakusho (metropolitana di Nagoya)
Nakamura Kuyakusho (中村区役所駅?, Nakamura Kuyakusho-eki) è una stazione della metropolitana di Nagoya situata nel quartiere di Nakamura-ku, nel centro di Nagoya, ed è servita dalla linea Sakura-dōri.

## Linee
Metropolitana di Nagoya
 Linea Sakura-dōri

## Struttura
La stazione, sotterranea, è costituita da un marciapiede a isola con due binari passanti protetti da porte di banchina a mezza altezza. Il binario 2 è utilizzato solo per la discesa dei passeggeri.
| 1 | Linea Sakura-dōri | per Nagoya, Imaike, Aratama-bashi e Tokushige |
| 2 | Linea Sakura-dōri | binario di attestamento                       |

## Stazioni adiacenti
| «                 | Servizio          | »                 |
| Linea Sakura-dōri | Linea Sakura-dōri | Linea Sakura-dōri |
| ----------------- | ----------------- | ----------------- |
| Capolinea         | -                 | Nagoya            |